# 李冲奎
李冲奎（1526年—？），字拱北，號葵嵒，直隸真定府欒城縣人，民籍，明朝政治人物。

## 生平
嘉靖三十七年（1558年）戊午科順天府鄉試第四名，嘉靖四十四年（1565年）乙丑科進士。兵部观政，四十五年四月授獲嘉知县，十一月調滕县，丁忧。隆慶三年（1569年）闰六月復除江都县，丁忧。六年十月復除馆陶县，万历三年（1575年）七月选授礼科給事中。四年二月养病，五年十月復除工科，十二月养病，卒。

## 家族
曾祖父李友；祖父李春；父李枚，母趙氏。兄冲霄、冲漢（知县）、弟冲斗（举人）。